# Hutchinson (casa editrice)
La Hutchinson & Co. è una casa editrice britannica fondata a Londra nel 1887. Si è fusa con la Century Publishing nel 1985 per formare la Century Hutchinson; tale società si è poi riversata nella Random House nel 1989.
La Hutchinson è specializzata nella pubblicazione di opere di narrativa di qualità e di opere biografiche. Fra gli autori che hanno esordito con opere di narrativa si ricordano Robert Harris, Sebastian Faulks, Barry Unsworth e Ruth Rendell. Fra le opere biografiche o autobiografiche pubblicate dalla Hutchinson si ricordano My Life di Bill Clinton, The Blair Years di Alastair Campbell e The Invisible Writing di Arthur Koestler.